# Casmaria ponderosa perryi
Casmaria ponderosa perryi es una subespecie de molusco gasterópodo de la familia Tonnidae.

## Distribución geográfica
Se encuentra  en Nueva Zelanda.